# Chellal
Chellal est une commune de la wilaya de M'Sila en Algérie.